# آخرین معشوقه
آخرین معشوقه (فرانسوی: Une vieille maîtresse‎) یک فیلم در ژانر عاشقانه، درام و شهوانی به کارگردانی کاترین بریا است که در سال ۲۰۰۷ منتشر شد.

## بازیگران
- آزیا آرجنتو
- روکسان مسکیدا
- آمیرا کاسار
- آن پاریو
- ایزابل رنو
- لئا سیدو
- مایکل لونزدل
- یولاند مورو
- کارولین دوسه